# De Zeven Provinciën (Schiff, 1910)
Die De Zeven Provinciën war ein Küstenpanzerschiff (niederländisch Pantserschip) der niederländischen Marine, welches vor dem Ersten Weltkrieg in Dienst genommen wurde, in der Zwischenkriegszeit hauptsächlich auf Kolonialstation in Niederländisch-Indien stand und das im Zweiten Weltkrieg infolge von Luftangriffen und Grundberührung in Verlust geriet. Das Einzelschiff wurde nach der Republik der Sieben Vereinigten Provinzen (niederländisch: Republiek der Zeven Verenigde Provinciën) benannt; zugleich war es das sechste Schiff in der Geschichte der niederländischen Marine, das diesen Namen trug. Die Kiellegung auf der Rijkswerf in Amsterdam fand am 7. Februar 1908 statt. Nach dem Stapellauf am 15. März 1909 erfolgte am 6. Oktober 1910 die Indienststellung. Bekannt wurde das Schiff vor allem durch eine Meuterei im Jahr 1933.

## Technik und Modifikationen
Die De Zeven Provinciën war maximal 103,50 m lang und 17,10 m breit. Das Schiff stellte eine Vergrößerung und eine Weiterentwicklung des 1906 von Stapel gelaufenen Küstenpanzerschiffes Jacob van Heemskerck dar. Zugleich war die De Zeven Provinciën das größte und letzte je gebaute Küstenpanzerschiff der Koninklijke Marine. Zum Zeitpunkt der Fertigstellung galt das Konzept dieser Kriegsschiffe, vor allem im Kontext des zu diesem Zeitpunkt gerade beginnenden Dreadnought-Zeitalters, bereits als überholt und veraltet.

### Bewaffnung
Die Hauptartillerie der De Zeven Provinciën bestand aus zwei von Krupp gelieferten 28-cm-Schnellfeuergeschützen L/42,5. Diese Kanonen standen in je einem rund 195 Tonnen schweren Einzelturm vor und achtern der Aufbauten. Die Geschütze waren in der Lage, eine 302 Kilogramm schwere, panzerbrechende Granate über eine maximale Distanz von 16.100 m zu feuern, wobei die Feuergeschwindigkeit bei etwa zwei Schuss pro Minute lag. Es waren dies die schwersten Granaten, die je von einem niederländischen Kriegsschiff aus verschossen wurden. Ferner verfügte das Schiff über vier ebenfalls von Krupp produzierte und mit Turmschilden versehene 15-cm-Kanonen L/40, die in je zwei Schwalbennestern auf beiden Seiten des Rumpfes untergebracht waren. Das Geschossgewicht lag bei 44,9 Kilogramm, die Reichweite betrug rund 13.700 m.
Die leichtere Bewaffnung bestand aus zehn einzeln lafettierten und auf dem Hauptdeck stehenden 7,5-cm-Kanonen L/55 (je fünf Geschütze konnten nach einer Schiffsseite hin feuern) und zwei 3,7-cm-Schnellfeuerkanonen L/23 des Modells Hotchkiss, die beiderseits der Kommandobrücke standen. Daneben befanden sich zwei Maschinengewehre 08 und ein Mörser für Landeoperationen auf dem Schiff. Das Schiff hatte keine Torpedobewaffnung.
Die ursprüngliche Bewaffnung des Schiffes wurde ab 1935 nach und nach reduziert. Bis Anfang 1941 kamen alle 15-cm-Geschütze sowie die 7,5-cm-Kanonen und alle leichteren Waffen von Bord. Stattdessen erhielt es bis Anfang 1942 sechs 4-cm-Flak L/60 von Bofors (in Einzellafetten) und sechs schwere 12,7-mm-Fla-Maschinengewehre in drei Zwillingslafetten.

### Maschinenanlage
Die De Zeven Provinciën besaß zu Beginn acht kohlenbefeuerte Werkspoor-Yarrow-Dampfkessel und zwei vertikal eingebaute Dreifachexpansionsmaschinen, die zwei Wellen ansteuerten. Bei Probefahrten erreichte das Schiff, bei einer maximalen Maschinenleistung von 8.516 PSi, eine Höchstgeschwindigkeit von 16,27 kn (rund 30 km/h). Mit einem Kohlenvorrat von 872 Tonnen hatte das Schiff eine Seeausdauer von bis zu 5.100 Seemeilen (bei einer sparsamen Marschfahrt von 8 kn) oder von 2.100 Seemeilen (bei 16 kn Höchstfahrt).
In den Jahren 1935/36 erfolgte eine grundlegende Modernisierung der Maschinenanlage. Hierbei kamen fünf der acht Kessel von Bord, zudem wurde einer der beiden Schornsteine entfernt. Die verbliebenen drei Kessel wurden auf Ölbefeuerung umgestellt. Die Maschinenleistung sank zwar auf 7.500 PS ab, indessen jedoch konnte bei Testfahrten immer noch eine Höchstgeschwindigkeit von etwa 14,5 kn erreicht werden. Der Brennstoffvorrat betrug nun bis zu 1.100 Tonnen Öl.

### Panzerung
Die De Zeven Provinciën war mit einem bis zu 150 mm dicken Seitenpanzer geschützt, der sich über die gesamte Schiffslänge erstreckte. Zum 50 mm starken Panzerdeck hin verjüngte sich der Seitenpanzer auf 100 mm, schloss jedoch am Übergang nahtlos an das Panzerdeck an. Die schweren Geschütze der Hauptartillerie befanden sich in Einzeltürmen, deren Barbetten und Stirnseiten mit einem 250 mm dicken Panzer geschützt waren (die Decken der Türme waren 120 mm stark). Mit Ausnahme der Kommandobrücke, die über einen 200 mm starken Panzerschutz verfügte, waren die übrigen Schiffssegmente, auch die Schwalbennester der 15-cm-Kanonen und die leichteren Geschütze, gegen eine mögliche Splitterwirkung nur leicht oder gar nicht gepanzert.

## Dienstzeit

### Einsatz im Kolonialdienst ab 1910
Nach der Indienstnahme verlegte die De Zeven Provinciën Ende 1910 via Gibraltar, Kapstadt und Trincomalee nach Niederländisch-Indien. Dort wurde das Küstenpanzerschiff ab dem 25. Januar 1911 in Surabaya stationiert und absolvierte in den nachfolgenden Jahren Kolonial- und Repräsentationsdienste. Im Januar 1912 lief das Schiff während eines Manövers vor der Ostküste Sumatras, nahe der Insel Kundur, auf einen nicht in den Seekarten eingetragenen Unterwasserfelsen auf und erlitt leichte Beschädigungen. Nachdem das Schiff geleichtert worden war, unter anderem kamen 500 Tonnen Munition und Kohlen von Bord, konnte er nach einem Tag wieder flott gemacht werden. Die Schäden wurden bis Anfang April 1912 in Singapur behoben. Während des Ersten Weltkrieges, die Niederlande hatten bei Kriegsbeginn 1914 ihre Neutralität erklärt, verbrachte das Schiff eine relativ ereignislose Dienstzeit als Stationsschiff.

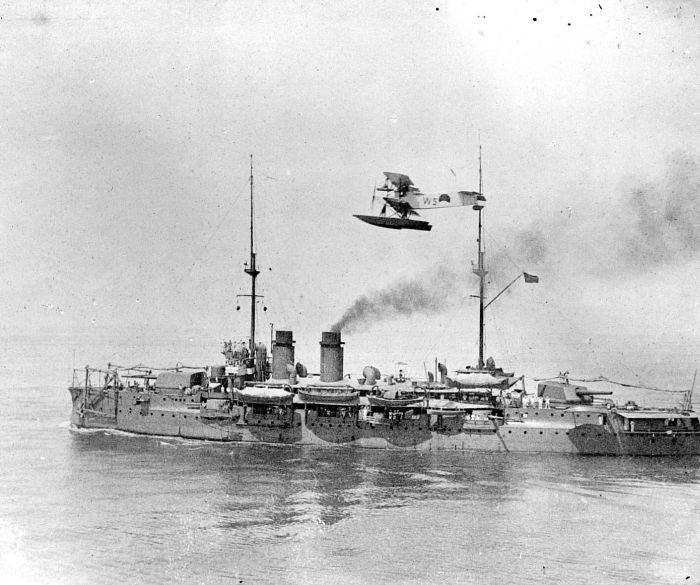
Die De Zeven Provinciën wird von einem Van Berkel-Wasserflugzeug überflogen (vermutlich Anfang der 1930er Jahre).

Ende 1918 verlegte die De Zeven Provinciën zurück nach den Niederlanden, wobei das Schiff die Route über den Pazifik nahm und dabei Hawaii und, nach dem Passieren des Panamakanals im Februar 1919, New York besuchte. Am 19. April 1919 erreichte das Schiff Den Helder. Nach einer umfangreichen Grundüberholung und Ausbildungsfahrten verlegte die De Zeven Provinciën ab dem 9. November 1921 erneut nach Niederländisch-Indien. In den folgenden Jahren diente das Schiff dort als Artillerieschulschiff und absolvierte erneut einen ereignislosen Kolonial- und Ausbildungsdienst. In dieser Zeit diente auch der spätere Konteradmiral Karel Doorman, im Zweiten Weltkrieg Befehlshaber der alliierten ABDA-Flotte, an Bord des Schiffes.

### Die Meuterei auf derDe Zeven Provinciënim Jahr 1933

#### Vorgeschichte und Ursachen
Zu Beginn der 1930er Jahre verschlechterte sich im Kontext der Weltwirtschaftskrise auch die wirtschaftliche und finanzielle Lage der Niederlande und seiner Bürger. Eine Folge hiervon war, dass auch der Koninklijke Marine Einsparungen – auch Soldkürzungen – auferlegt wurden. Als im Januar 1933 bekannt wurde, dass die Seeleute der auf Kolonialstation stehenden Schiffe Kürzungen von bis zu 18 Prozent hinnehmen mussten (in zwei aufeinanderfolgenden Schritten), gab es erste Unmutsbekundungen, die unter anderem fast zu einer Meuterei an Bord des Leichten Kreuzers Java geführt hätten und die auch Protestdemonstrationen im Hafen von Surabaya nach sich gezogen hatten. Auch an Bord der De Zeven Provinciën, die zu diesem Zeitpunkt mit einer gemischten Besatzung aus 141 niederländischen und 256 indonesischen Seeleuten fuhr, war die Situation angespannt, besonders unter den indonesischen Mannschaftsdienstgraden. Diese Stimmung wurde dadurch begünstigt, dass die Qualität des Essens an Bord vergleichsweise schlecht war und dass unter den indonesischen Seeleuten auch nationalistische Sympathisanten der Perserikatan Nasional Indonesia (PNI) waren (siehe hierzu die Vorgeschichte des Indonesischen Unabhängigkeitskrieges).

#### Der Beginn der Meuterei
Am Abend des 3. Februar 1933 lag die De Zeven Provinciën vor Banda Aceh auf Sumatra vor Anker. Der Kommandant, Kapitein-luitenant ter Zee P. Eikenboom, sowie der Großteil der Offiziere und der Mannschaften befanden sich zu diesem Zeitpunkt auf Landgang, so dass die Besatzung sich an jenem Abend aus (noch) 16 Offizieren, 34 europäischen Seeleuten und 140 Indonesiern zusammensetzte. Etwa gegen 1.00 Uhr nachts, die Schiffsführung befand sich noch nicht wieder an Bord, überwältigten etwa 50 indonesische Seeleute die noch an Bord verbliebenen niederländischen Offiziere und brachten zahlreiche Schusswaffen und Bajonette unter ihre Kontrolle. Während des Aufstandes gab es an Bord indessen keine Toten oder Verletzten, die Offiziere wurden ohne Gegenwehr unter Deck eingesperrt. Die Meuterer, denen sich alsbald der überwiegende Teil der niederländischen Mannschaftsdienstgrade anschloss, setzten gegen 3.00 Uhr einen offenen Funkspruch ab, in welchem sie erklärten, dass niemand zu Schaden kommen werde, dass man nach Surabaya zu laufen beabsichtige und dass mit dem Unterfangen gegen die Soldkürzungen protestiert werden solle. Im Anschluss wurden die Anker gelichtet und das Schiff nahm Kurs auf die Straße von Malakka. Es zeigte sich, dass die indonesischen Mannschaftsdienstgrade, die von den festgesetzten Offizieren nicht eingewiesen wurden, Probleme mit der Bedienung der Maschine hatten. Infolgedessen erreichte die De Zeven Provinciën eine Geschwindigkeit von nur 7 bis 8 kn.

#### Die Niederschlagung der Meuterei
Als der Kommandant der De Zeven Provinciën, Kapitein-luitenant ter Zee P. Eikenboom, am Morgen des 4. Februar 1933 vom Landgang zurückkehrte und feststellen musste, dass das Schiff ausgelaufen war, nahmen er und neun seiner Offiziere sowie lokale Polizeieinheiten an Bord des kleinen Patrouillenbootes Aldebaran die Verfolgung auf. Beinahe zur gleichen Zeit setzte die niederländische Flottenführung, in Absprache mit dem Generalgouverneur Niederländisch-Indiens, Bonifacius Cornelis de Jonge, von Surabaya aus einen Flottenverband, bestehend aus dem Leichten Kreuzer Java, den Zerstörern Evertsen und Piet Hein sowie zwei U-Booten, auf das Meuterer-Schiff an.
Am Morgen des 10. Februar 1933 stellte dieses Geschwader die De Zeven Provinciën etwa zwölf Seemeilen nordwestlich der Sundastraße. Ein Bordflugzeug des Typs Fokker C.XI-w des Kreuzers Java überflog das Panzerschiff und warf diesem eine Bombe vor den Bug. Die Meuterer wurden ultimativ aufgefordert, innerhalb von zehn Minuten eine weiße Fahne zu setzen und sich zu ergeben. Nachdem seitens der Meuterer bekundet worden war, dass man sich nicht zu ergeben beabsichtige und zwecks des Protestes dennoch nach Surabaya zu laufen gedenke, überflog die Bordmaschine der Java das Panzerschiff erneut und warf eine 100-Kilogramm-Bombe ab. Die Bombe schlug zwischen der Kommandobrücke und dem vorderen Schornstein ein. Durch die Explosion wurden 19 Menschen sofort getötet (darunter auch die indonesischen Anführer der Meuterei) und elf verwundet, zudem brach ein Feuer an Bord aus. Von den Verletzten verstarben indessen später noch vier im Lazarett, so dass insgesamt 23 Todesopfer zu beklagen waren. Im Durcheinander nach dem Bombentreffer enterte ein Kommando des Kreuzers Java das Schiff, ohne dass es zu einem weiteren Waffeneinsatz kam. Die überlebenden Meuterer wurden von Bord gebracht und vorerst auf der Java eingesperrt. Die De Zeven Provinciën wurde, von den anderen Schiffen eskortiert, nach Surabaya verbracht und dort, mit dem Beginn der Reparatur der durch das Feuer und den Bombentreffer entstandenen Schäden, noch im Februar 1933 vorerst außer Dienst gestellt.

#### Folgen
In der Folgezeit wurden 40 Meuterer von niederländischen Militärgerichten zu teils mehrjährigen Haftstrafen verurteilt. Die Prozesse zogen sich bis ins Jahr 1934 hinein. Auch der Kommandant der De Zeven Provinciën, Kapitein-luitenant ter Zee P. Eikenboom, und mehrere seiner Offiziere wurden wegen Pflichtvernachlässigung – da sie nach dem Landgang nicht noch am gleichen Abend, sondern erst am nächsten Morgen zum Schiff zurückgekehrt waren – zu Haftstrafen verurteilt; Eikenboom selbst erhielt vier Monate Haft und wurde zudem aus der Marine entlassen. Ferner erfuhr die Meuterei einen starken Widerhall in der niederländischen Politik. Während Politiker des rechten Spektrums, etwa Hendrikus Colijn, eine noch härtere militärische Vorgehensweise und gar eine Versenkung des Schiffes für gerechtfertigt gehalten hätten, erklärten kommunistische Politiker, beispielsweise Henk Sneevliet, ihre Solidarität mit den Meuterern. Dies hatte zur Folge, dass die niederländische Marine in den nachfolgenden Jahren Seeleute, die verdächtigt wurden, sozialistischen oder kommunistischen Gruppen anzugehören, vom Dienst suspendierte. Die De Zeven Provinciën selbst wurde, da der Name des Schiffes ebenfalls an eine Revolution erinnerte (die Republik der Sieben Vereinigten Provinzen war aus einer Revolte gegen Philipp II. von Spanien im Jahre 1581 hervorgegangen), in Soerabaia umbenannt und blieb bis 1936 in Surabaya liegen.
Die Nationaal-Socialistische Beweging (NSB) nutzte die Meuterei für ihre Propaganda. Sie sah bzw. behauptete einen Anschlag auf die Niederländische Flotte und zugleich auf das niederländische Kolonialreich. Große Teile der niederländischen Bevölkerung teilten diese Sicht, auch vor dem Hintergrund, dass es 1926/27 auf Java und Sumatra kommunistische Aufstände gegeben hatte, die erst nach schweren Kämpfen niedergeschlagen worden waren.

### Dienstzeit von 1936 bis 1942
Nachdem die Soerabaia in den Jahren 1935/36 grundüberholt und umgebaut worden war, unter anderem wurde die Maschinenanlage auf Ölbefeuerung umgestellt und erfuhr die Bewaffnung eine Umrüstung (siehe oben), erfolgte im Anschluss eine recht ereignislose Dienstzeit. In den Folgejahren kam die Soerabaia nur noch als Schulschiff zum Einsatz und diente zur Ausbildung von Flugabwehrmannschaften. Die Anzahl der Besatzungsmitglieder war stark reduziert worden; letztlich war nur noch eine Stammmannschaft von 176 Seeleuten auf dem Schiff.
Nach dem Ausbruch des Krieges im Pazifik und des damit verbundenen Vorstoßes japanischer Truppen in Richtung Niederländisch-Indien beteiligte sich das Küstenpanzerschiff zwischen dem 14. und dem 17. Dezember 1941 an der Besetzung von Portugiesisch-Timor durch australische und niederländische Truppen. Dabei sicherte die Soerabaia einen Truppentransport von 650 Soldaten von Kupang nach Dili. Diese Besetzung wurde trotz der Neutralität Portugals umgesetzt, um einer möglichen Schwächung der Verteidigung Niederländisch-Indiens (Portugiesisch-Timor war quasi unverteidigt) entgegenzuwirken. Im Anschluss verblieb der Küstenpanzer in Surabaya und wurde als stationäres Flugabwehrschiff eingesetzt.

## Verbleib
Am 18. Februar 1942 wurde die Soerabaia bei einem Angriff japanischer G4M-Bomber auf Surabaya von einer 250-Kilogramm-Bombe getroffen. Die Bombe durchschlug das Panzerdeck und detonierte tief im Schiffsinneren, was erhebliche Wassereinbrüche verursachte. Dabei kamen wahrscheinlich drei Seeleute ums Leben und wurden etwa 20 weitere verwundet (nach anderen Angaben gab es 13 Todesopfer). Das alte Schiff sank auf ebenem Kiel im seichten Hafenwasser auf Grund, wobei die leichten Geschütze noch einsatzbereit blieben. Nach der Eroberung Javas durch die Japaner und der Kapitulation der niederländischen Truppen am 9. März 1942, fiel das Wrack in japanische Hände.
Die Soerabaia – zeitweilig zur Elektrizitätsgewinnung genutzt und 1943 bei US-Luftangriffen neuerlich beschädigt durch Naheinschläge – verblieb indessen bis Anfang 1944 in halbversunkenem Zustand in Surabaya, ehe die Japaner das Schiff hoben und in Richtung Balikpapan zu verlegen versuchten. Dabei geriet der Schleppzug allerdings auf Ausläufer des etwa 60 Seemeilen östlich von Surabaya gelegenen Djamoengan Riffs, wobei das nur behelfsmäßig abgedichtete Küstenpanzerschiff nach Grundberührung erneut sank. Der Untergangsort liegt etwa fünf Seemeilen nördlich des Riffs. Dort liegt das Schiff noch heute.